# Santa Rosa, Ecuador
Santa Rosa är en ort i Ecuador.   Den ligger i provinsen El Oro, i den sydvästra delen av landet, 400 km söder om huvudstaden Quito. Santa Rosa ligger 11 meter över havet och antalet invånare är 41 816.
Terrängen runt Santa Rosa är platt. Runt Santa Rosa är det ganska tätbefolkat, med 222 invånare per kvadratkilometer. Det finns inga andra samhällen i närheten. Trakten runt Santa Rosa består huvudsakligen av våtmarker.